# Llista de topònims de Sant Hilari Sacalm
Llista de topònims (noms propis de lloc) del municipi de Sant Hilari Sacalm, a la Selva
Informació actualitzada per un bot. Els canvis manuals es perdran quan s'actualitzi!

## arbre singular
| imatge | Nom                          | Ubicat a           | instància de   | Detalls                                                                               | coordenades                                                                      | Protecció        | Commons (més fotos)          | Dades a WD                    |
| ------ | ---------------------------- | ------------------ | -------------- | ------------------------------------------------------------------------------------- | -------------------------------------------------------------------------------- | ---------------- | ---------------------------- | ----------------------------- |
|        | cirerer del Soler de Mansolí | Sant Hilari Sacalm | arbre singular | Taxon: cirerer (Prunus avium) Ample: 14m Alt: 25m Perímetre: 3.16m                    | 41° 55′ 23″ N, 2° 31′ 14″ E / 41.92318°N,2.5205°E ca:El Solé de Mansolí 865 msnm | arbre monumental | Cirerer del Soler de Mansolí | Modifica les dades a Wikidata |
|        | pi del Soler                 | Sant Hilari Sacalm | arbre singular | Taxon: pinassa (Pinus nigra subsp. salzmannii) Ample: 24.7m Alt: 31m Perímetre: 4.04m | 41° 55′ 23″ N, 2° 30′ 58″ E / 41.92313°N,2.51617°E ca:el Soler 780 msnm          | arbre monumental | Pi del Soler                 | Modifica les dades a Wikidata |

## casa
| imatge | Nom                                           | Ubicat a           | instància de | Detalls                                                                      | coordenades | Protecció                                            | Commons (més fotos)             | Dades a WD                    |
| ------ | --------------------------------------------- | ------------------ | ------------ | ---------------------------------------------------------------------------- | --- | ---------------------------------------------------- | ------------------------------- | ----------------------------- |
|        | Ca l'Animé                                    | Sant Hilari Sacalm | casa         | Estil: arquitectura popular                                                  | 41° 52′ 45″ N, 2° 30′ 27″ E / 41.87929°N,2.50761°E                                                               | bé integrant del patrimoni cultural català           |                                 | Modifica les dades a Wikidata |
|        | Cal Veterinari                                | Sant Hilari Sacalm | casa         | Estil: academicisme                                                          | 41° 52′ 41″ N, 2° 30′ 43″ E / 41.87799°N,2.51198°E                                                               | bé integrant del patrimoni cultural català           |                                 | Modifica les dades a Wikidata |
|        | Can Miret                                     | Sant Hilari Sacalm | casa         | Estil: noucentisme                                                           | 41° 52′ 46″ N, 2° 30′ 33″ E / 41.8795°N,2.50922°E ca:Plaça Doctor Robert                                         | bé integrant del patrimoni cultural català           |                                 | Modifica les dades a Wikidata |
|        | Can Pere                                      | Sant Hilari Sacalm | casa         |                                                                              | 41° 52′ 51″ N, 2° 30′ 16″ E / 41.8809129152362°N,2.5043747946359°E                                               |                                                      |                                 | Modifica les dades a Wikidata |
|        | Can Rovira                                    | Sant Hilari Sacalm | casa         | Estil: arquitectura popular 14th century                                     | 41° 52′ 45″ N, 2° 30′ 34″ E / 41.8792°N,2.50939°E ca:Pl. Doctor Robert                                           | bé integrant del patrimoni cultural català           | Can Rovira (Sant Hilari Sacalm) | Modifica les dades a Wikidata |
|        | Can Serres                                    | Sant Hilari Sacalm | casa         | Estil: arquitectura eclèctica                                                | 41° 52′ 46″ N, 2° 30′ 36″ E / 41.87951°N,2.5099°E ca:Carrer Vernis, 7                                            | bé integrant del patrimoni cultural català           |                                 | Modifica les dades a Wikidata |
|        | Casa Benestar                                 | Sant Hilari Sacalm | casa         | Estil: noucentisme                                                           | 41° 52′ 47″ N, 2° 30′ 24″ E / 41.87974°N,2.5067°E                                                                | bé integrant del patrimoni cultural català           |                                 | Modifica les dades a Wikidata |
|        | Casa Òptica Estrada                           | Sant Hilari Sacalm | casa         | Estil: arquitectura popular                                                  | 41° 52′ 44″ N, 2° 30′ 32″ E / 41.87894°N,2.50889°E                                                               | bé integrant del patrimoni cultural català           |                                 | Modifica les dades a Wikidata |
|        | Castell de Villavecchia                       | Sant Hilari Sacalm | casa         | Arquitecte: Enric Sagnier i Villavecchia Estil: arquitectura modernista 1893 | 41° 54′ 18″ N, 2° 32′ 23″ E / 41.90506°N,2.539824°E ca:Camí de Villavecchia 926 msnm                             | bé d'interès cultural bé cultural d'interès nacional | Villavecchia                    | Modifica les dades a Wikidata |
|        | Façana de la casa al carrer Montsolís, 12     | Sant Hilari Sacalm | casa         | Estil: noucentisme                                                           | 41° 52′ 47″ N, 2° 30′ 34″ E / 41.87975°N,2.50939°E                                                               | bé integrant del patrimoni cultural català           |                                 | Modifica les dades a Wikidata |
|        | Los Cedros                                    | Sant Hilari Sacalm | casa         | Estil: arquitectura popular                                                  | 41° 52′ 38″ N, 2° 30′ 42″ E / 41.8773°N,2.51155°E                                                                | bé integrant del patrimoni cultural català           |                                 | Modifica les dades a Wikidata |
|        | Rectoria                                      | Sant Hilari Sacalm | casa         | Estil: arquitectura popular                                                  | 41° 52′ 44″ N, 2° 30′ 29″ E / 41.87887°N,2.50811°E                                                               | bé integrant del patrimoni cultural català           |                                 | Modifica les dades a Wikidata |
|        | Taverna de l'Aigua                            | Sant Hilari Sacalm | casa         | Estil: arquitectura eclèctica                                                | 41° 52′ 46″ N, 2° 30′ 32″ E / 41.87957°N,2.50878°E ca:Plaça Verdaguer                                            | bé integrant del patrimoni cultural català           |                                 | Modifica les dades a Wikidata |
|        | ca la Mercè Fàbrega                           | Sant Hilari Sacalm | casa         | Estil: noucentisme 20th century                                              | 41° 52′ 46″ N, 2° 30′ 21″ E / 41.87932°N,2.50592°E ca:Passatge de la Font Vella, 25, Sant Hilari Sacalm 807 msnm | bé integrant del patrimoni cultural català           | Ca la Mercè Fàbrega             | Modifica les dades a Wikidata |
|        | can Borràs                                    | Sant Hilari Sacalm | casa         | Estil: arquitectura eclèctica 19th century                                   | 41° 52′ 46″ N, 2° 30′ 26″ E / 41.87943°N,2.5073°E ca:C. de Vic, 29 801 msnm                                      | bé integrant del patrimoni cultural català           | Can Borràs (Sant Hilari Sacalm) | Modifica les dades a Wikidata |
|        | casa a la carretera d'Arbúcies, 52            | Sant Hilari Sacalm | casa         | Estil: arquitectura modernista                                               | 41° 52′ 37″ N, 2° 30′ 44″ E / 41.876944444444°N,2.5122222222222°E ca:Carretera Arbúcies, 52                      | bé integrant del patrimoni cultural català           |                                 | Modifica les dades a Wikidata |
|        | casa al carrer Balmes, 10                     | Sant Hilari Sacalm | casa         | Estil: arquitectura popular                                                  | 41° 52′ 44″ N, 2° 30′ 33″ E / 41.879°N,2.50923°E                                                                 | bé integrant del patrimoni cultural català           |                                 | Modifica les dades a Wikidata |
|        | casa al carrer Montsolís                      | Sant Hilari Sacalm | casa         | Estil: arquitectura popular                                                  | 41° 52′ 48″ N, 2° 30′ 35″ E / 41.87988°N,2.50962°E                                                               | bé integrant del patrimoni cultural català           |                                 | Modifica les dades a Wikidata |
|        | casa al carrer Rectoria, 13                   | Sant Hilari Sacalm | casa         | Estil: arquitectura popular                                                  | 41° 52′ 43″ N, 2° 30′ 29″ E / 41.87853°N,2.50813°E                                                               | bé integrant del patrimoni cultural català           |                                 | Modifica les dades a Wikidata |
|        | casa al carrer Sant Benet, 79                 | Sant Hilari Sacalm | casa         | Estil: academicisme                                                          | 41° 52′ 45″ N, 2° 30′ 26″ E / 41.87927°N,2.50716°E                                                               | bé integrant del patrimoni cultural català           |                                 | Modifica les dades a Wikidata |
|        | casa al passeig de la Font Vella, 37          | Sant Hilari Sacalm | casa         | Estil: noucentisme                                                           | 41° 52′ 46″ N, 2° 30′ 20″ E / 41.87933°N,2.50544°E                                                               | bé integrant del patrimoni cultural català           |                                 | Modifica les dades a Wikidata |
|        | cases aparellades al carrer Busquets i Punset | Sant Hilari Sacalm | casa         | Estil: arquitectura popular                                                  | 41° 52′ 42″ N, 2° 30′ 44″ E / 41.87821°N,2.51218°E                                                               | bé integrant del patrimoni cultural català           |                                 | Modifica les dades a Wikidata |
|        | dues cases a la plaça Doctor Gravolosa, 8-10  | Sant Hilari Sacalm | casa         | Estil: arquitectura modernista                                               | 41° 52′ 44″ N, 2° 30′ 36″ E / 41.878888888889°N,2.51°E ca:Plaça Doctor Gravolosa, 8-10                           | bé integrant del patrimoni cultural català           |                                 | Modifica les dades a Wikidata |
|        | habitatge a la carretera d'Arbúcies, 40       | Sant Hilari Sacalm | casa         | Estil: arquitectura popular                                                  | 41° 52′ 38″ N, 2° 30′ 44″ E / 41.87726°N,2.51211°E                                                               | bé integrant del patrimoni cultural català           |                                 | Modifica les dades a Wikidata |
|        | habitatge a la carretera d'Osor, 19           | Sant Hilari Sacalm | casa         | Estil: arquitectura popular                                                  | 41° 52′ 38″ N, 2° 30′ 45″ E / 41.87728°N,2.51243°E                                                               | bé integrant del patrimoni cultural català           |                                 | Modifica les dades a Wikidata |
|        | habitatge a la carretera de la Font Picant    | Sant Hilari Sacalm | casa         | Estil: arquitectura popular                                                  | 41° 53′ 03″ N, 2° 30′ 32″ E / 41.88423°N,2.50896°E                                                               | bé integrant del patrimoni cultural català           |                                 | Modifica les dades a Wikidata |
|        | habitatge al carrer J.C. Serrallonga          | Sant Hilari Sacalm | casa         | Estil: arquitectura popular                                                  | 41° 52′ 42″ N, 2° 30′ 31″ E / 41.8784°N,2.50867°E                                                                | bé integrant del patrimoni cultural català           |                                 | Modifica les dades a Wikidata |
|        | habitatge al carrer Rectoria, 7               | Sant Hilari Sacalm | casa         | Estil: arquitectura popular                                                  | 41° 52′ 43″ N, 2° 30′ 31″ E / 41.87863°N,2.50853°E                                                               | bé integrant del patrimoni cultural català           |                                 | Modifica les dades a Wikidata |
|        | habitatge al carrer Valls, 2                  | Sant Hilari Sacalm | casa         | Estil: arquitectura popular                                                  | 41° 52′ 47″ N, 2° 30′ 31″ E / 41.87961°N,2.50859°E                                                               | bé integrant del patrimoni cultural català           |                                 | Modifica les dades a Wikidata |
|        | habitatge al carrer Vic, 17                   | Sant Hilari Sacalm | casa         | Estil: arquitectura eclèctica                                                | 41° 52′ 46″ N, 2° 30′ 28″ E / 41.87934°N,2.50779°E                                                               | bé integrant del patrimoni cultural català           |                                 | Modifica les dades a Wikidata |
|        | habitatge al carrer Vic, 2                    | Sant Hilari Sacalm | casa         | Estil: arquitectura popular                                                  | 41° 52′ 45″ N, 2° 30′ 30″ E / 41.87915°N,2.50838°E                                                               | bé integrant del patrimoni cultural català           |                                 | Modifica les dades a Wikidata |
|        | habitatge al passeig de la Font Vella, 23     | Sant Hilari Sacalm | casa         | Estil: arquitectura popular                                                  | 41° 52′ 46″ N, 2° 30′ 22″ E / 41.87937°N,2.50599°E                                                               | bé integrant del patrimoni cultural català           |                                 | Modifica les dades a Wikidata |
|        | habitatge al passeig de la Fontvella, 2       | Sant Hilari Sacalm | casa         | Estil: arquitectura eclèctica                                                | 41° 52′ 45″ N, 2° 30′ 22″ E / 41.87929°N,2.50604°E                                                               | bé integrant del patrimoni cultural català           |                                 | Modifica les dades a Wikidata |
|        | habitatge de la plaça Doctor Gravalosa, 12    | Sant Hilari Sacalm | casa         | Estil: arquitectura eclèctica                                                | 41° 52′ 45″ N, 2° 30′ 36″ E / 41.87908°N,2.51007°E                                                               | bé integrant del patrimoni cultural català           |                                 | Modifica les dades a Wikidata |

## curs d'aigua
| imatge | Nom                     | Ubicat a                                                                                             | instància de               | Detalls                                                 | coordenades                                                                                               | Protecció | Commons (més fotos)   | Dades a WD                    |
| ------ | ----------------------- | --- | -------------------------- | ------------------------------------------------------- | --- | --------- | --------------------- | ----------------------------- |
|        | Ter                     | Ripollès Osona Selva Gironès Baix Empordà                                                            | curs d'aigua riu principal | Desemboca: mar Mediterrània Llarg: 208km Conca: 3010km² | 42° 25′ 40″ N, 2° 15′ 24″ E / 42.427778°N,2.256667°E 42° 01′ 24″ N, 3° 11′ 31″ E / 42.02347°N,3.19187°E   |           | Ter River             | Modifica les dades a Wikidata |
|        | riera d'Osor            | Sant Hilari Sacalm Osor Susqueda la Cellera de Ter Anglès                                            | curs d'aigua               | Desemboca: Ter Llarg: 29.5km                            | 41° 52′ 18″ N, 2° 28′ 13″ E / 41.871642°N,2.47038°E 41° 57′ 43″ N, 2° 37′ 52″ E / 41.961947°N,2.631108°E  |           | Riera d'Osor          | Modifica les dades a Wikidata |
|        | riera de Riudecòs       | Arbúcies Sant Hilari Sacalm                                                                          | curs d'aigua               | Desemboca: riera d'Arbúcies                             | 41° 51′ 56″ N, 2° 30′ 23″ E / 41.865557°N,2.506323°E 41° 47′ 46″ N, 2° 33′ 03″ E / 41.796189°N,2.550951°E |           | Riera de Riudecòs     | Modifica les dades a Wikidata |
|        | riera de Santa Coloma   | Sant Hilari Sacalm Santa Coloma de Farners Riudarenes Maçanes Maçanet de la Selva Fogars de la Selva | curs d'aigua               | Desemboca: la Tordera Llarg: 33km Conca: 324km²         | 41° 53′ 59″ N, 2° 31′ 29″ E / 41.899769°N,2.524652°E 41° 44′ 23″ N, 2° 40′ 37″ E / 41.739606°N,2.677066°E |           | Riera de Santa Coloma | Modifica les dades a Wikidata |
|        | torrent de Font Coberta | Sant Hilari Sacalm                                                                                   | curs d'aigua               | Desemboca: riera d'Osor                                 | 41° 53′ 10″ N, 2° 30′ 26″ E / 41.886094°N,2.507314°E 41° 54′ 09″ N, 2° 29′ 52″ E / 41.902431°N,2.497784°E |           |                       | Modifica les dades a Wikidata |

## edifici
| imatge | Nom                                  | Ubicat a           | instància de | Detalls                        | coordenades                                                                           | Protecció                                  | Commons (més fotos) | Dades a WD                    |
| ------ | ------------------------------------ | ------------------ | ------------ | ------------------------------ | ------------------------------------------------------------------------------------- | ------------------------------------------ | ------------------- | ----------------------------- |
|        | Antiga caserna                       | Sant Hilari Sacalm | edifici      | Estil: arquitectura eclèctica  | 41° 52′ 43″ N, 2° 30′ 40″ E / 41.87866°N,2.51101°E ca:Carretera d'Arbúcies, 6         | bé integrant del patrimoni cultural català |                     | Modifica les dades a Wikidata |
|        | Bloc de pisos al carrer Montsolís, 1 | Sant Hilari Sacalm | edifici      | Estil: arquitectura popular    | 41° 52′ 47″ N, 2° 30′ 32″ E / 41.87973°N,2.50893°E                                    | bé integrant del patrimoni cultural català |                     | Modifica les dades a Wikidata |
|        | Ca n'Illa de Dalt                    | Sant Hilari Sacalm | edifici      | Estil: arquitectura popular    | 41° 54′ 47″ N, 2° 30′ 51″ E / 41.91309°N,2.51416°E                                    | bé integrant del patrimoni cultural català |                     | Modifica les dades a Wikidata |
|        | Casino Tívoli                        | Sant Hilari Sacalm | edifici      | Estil: noucentisme             | 41° 52′ 43″ N, 2° 30′ 34″ E / 41.87851°N,2.5094°E                                     | bé integrant del patrimoni cultural català |                     | Modifica les dades a Wikidata |
|        | Convent de les Germanes Carmelites   | Sant Hilari Sacalm | edifici      | Estil: arquitectura eclèctica  | 41° 52′ 50″ N, 2° 30′ 30″ E / 41.88044°N,2.5082°E                                     | bé integrant del patrimoni cultural català |                     | Modifica les dades a Wikidata |
|        | Cooperativa Obrera                   | Sant Hilari Sacalm | edifici      | Estil: arquitectura modernista | 41° 52′ 45″ N, 2° 30′ 34″ E / 41.879166666667°N,2.5094444444444°E ca:Plaça Dr. Robert | bé integrant del patrimoni cultural català |                     | Modifica les dades a Wikidata |
|        | Fàbrica Joaquim Ripoll               | Sant Hilari Sacalm | edifici      |                                | 41° 52′ 54″ N, 2° 30′ 38″ E / 41.88156°N,2.51069°E                                    | bé integrant del patrimoni cultural català |                     | Modifica les dades a Wikidata |
|        | Hostal Fugaroles                     | Sant Hilari Sacalm | edifici      | Estil: arquitectura eclèctica  | 41° 52′ 49″ N, 2° 30′ 36″ E / 41.88032°N,2.51°E                                       | bé integrant del patrimoni cultural català |                     | Modifica les dades a Wikidata |
|        | Villa Josefina                       | Sant Hilari Sacalm | edifici      | Estil: arquitectura eclèctica  | 41° 52′ 46″ N, 2° 30′ 13″ E / 41.87932°N,2.50369°E                                    | bé integrant del patrimoni cultural català |                     | Modifica les dades a Wikidata |

## església
| imatge | Nom                                  | Ubicat a           | instància de | Detalls                                                                   | coordenades | Protecció                                  | Commons (més fotos)                          | Dades a WD                    |
| ------ | ------------------------------------ | ------------------ | ------------ | ------------------------------------------------------------------------- | --- | ------------------------------------------ | -------------------------------------------- | ----------------------------- |
|        | Mare de Déu dels Dolors              | Sant Hilari Sacalm | església     | Estil: arquitectura eclèctica 20th century                                | 41° 52′ 51″ N, 2° 30′ 36″ E / 41.88086°N,2.51007°E ca:Carrer de la Verge dels Dolors, Sant Hilari Sacalm 786 msnm                | bé integrant del patrimoni cultural català | Mare de Déu dels Dolors (Sant Hilari Sacalm) | Modifica les dades a Wikidata |
|        | Sant Martí de Querós                 | Sant Hilari Sacalm | església     | Estil: arquitectura romànica 12nd century                                 | 41° 57′ 34″ N, 2° 28′ 13″ E / 41.959316°N,2.470259°E ca:Ctra. Vilanova de Sau - Susqueda 350 msnm                                | bé cultural d'interès local                | Sant Martí de Querós                         | Modifica les dades a Wikidata |
|        | Santa Margarida de Vallors           | Sant Hilari Sacalm | església     | Estil: arquitectura romànica arquitectura barroca                         | 41° 53′ 01″ N, 2° 32′ 59″ E / 41.883617°N,2.549642°E ca:Camí de Sant Hilari a Santa Coloma, trencall indicat a la dreta 665 msnm | bé integrant del patrimoni cultural català | Santa Margarida de Vallors                   | Modifica les dades a Wikidata |
|        | Santa Maria de Mansolí               | Sant Hilari Sacalm | església     | Estil: arquitectura romànica arquitectura popular 12nd century            | 41° 54′ 12″ N, 2° 30′ 09″ E / 41.90334°N,2.50254°E ca:Carretera GI-542, km 22,8 711 msnm                                         | bé integrant del patrimoni cultural català | Santa Maria de Mansolí                       | Modifica les dades a Wikidata |
|        | Santuari de la Mare de Déu del Padró | Sant Hilari Sacalm | església     | Estil: arquitectura popular                                               | 41° 53′ 52″ N, 2° 33′ 56″ E / 41.89777°N,2.56543°E                                                                               | bé integrant del patrimoni cultural català |                                              | Modifica les dades a Wikidata |
|        | església de Sant Hilari Sacalm       | Sant Hilari Sacalm | església     | Estil: arquitectura romànica arquitectura gòtica arquitectura neoclàssica | 41° 52′ 45″ N, 2° 30′ 31″ E / 41.879046°N,2.508537°E                                                                             | bé integrant del patrimoni cultural català | Església de Sant Hilari Sacalm               | Modifica les dades a Wikidata |

## font
| imatge | Nom               | Ubicat a           | instància de       | Detalls                                  | coordenades                                                                             | Protecció                                  | Commons (més fotos)                      | Dades a WD                    |
| ------ | ----------------- | ------------------ | ------------------ | ---------------------------------------- | --------------------------------------------------------------------------------------- | ------------------------------------------ | ---------------------------------------- | ----------------------------- |
|        | Font Picant       | Sant Hilari Sacalm | font               | Estil: noucentisme                       | 41° 54′ 19″ N, 2° 30′ 29″ E / 41.90523°N,2.50794°E                                      | bé integrant del patrimoni cultural català | Balneari de la Font Picant i pou de glaç | Modifica les dades a Wikidata |
|        | Font Vella        | Sant Hilari Sacalm | font               |                                          | 41° 52′ 48″ N, 2° 29′ 44″ E / 41.8800867°N,2.4955833°E                                  |                                            | Font Vella (Sant Hilari Sacalm)          | Modifica les dades a Wikidata |
|        | Font Vella Sacalm | Sant Hilari Sacalm | font aigua mineral | 1966                                     | 41° 52′ 50″ N, 2° 29′ 50″ E / 41.88046°N,2.497112°E                                     |                                            |                                          | Modifica les dades a Wikidata |
|        | font del Ferro    | Sant Hilari Sacalm | font               | Estil: arquitectura popular 20th century | 41° 52′ 29″ N, 2° 30′ 52″ E / 41.87474°N,2.51442°E ca:Pg. de la Font del Ferro 799 msnm | bé integrant del patrimoni cultural català | Font del Ferro (Sant Hilari Sacalm)      | Modifica les dades a Wikidata |
|        | font del Pic      | Sant Hilari Sacalm | font               | Estil: arquitectura popular              | 41° 52′ 43″ N, 2° 30′ 13″ E / 41.87848°N,2.50351°E                                      | bé integrant del patrimoni cultural català |                                          | Modifica les dades a Wikidata |
|        | font del Serrat   | Sant Hilari Sacalm | font               | Estil: arquitectura popular              | 41° 52′ 24″ N, 2° 30′ 35″ E / 41.8734°N,2.5097°E                                        | bé integrant del patrimoni cultural català |                                          | Modifica les dades a Wikidata |

## indret
| imatge | Nom                 | Ubicat a           | instància de | Detalls | coordenades                                          | Protecció | Commons (més fotos) | Dades a WD                    |
| ------ | ------------------- | ------------------ | ------------ | ------- | ---------------------------------------------------- | --------- | ------------------- | ----------------------------- |
|        | Bosc de Serrallonga | Sant Hilari Sacalm | indret bosc  |         | 41° 57′ 02″ N, 2° 29′ 09″ E / 41.950647°N,2.485712°E |           |                     | Modifica les dades a Wikidata |
|        | pla de les Arenes   | Sant Hilari Sacalm | indret       |         |                                                      |           |                     | Modifica les dades a Wikidata |

## masia
| imatge | Nom                        | Ubicat a           | instància de     | Detalls                                                             | coordenades | Protecció                                            | Commons (més fotos)              | Dades a WD                    |
| ------ | -------------------------- | ------------------ | ---------------- | ------------------------------------------------------------------- | --- | ---------------------------------------------------- | -------------------------------- | ----------------------------- |
|        | Ca l'Escloper              | Sant Hilari Sacalm | masia            |                                                                     | 41° 52′ 57″ N, 2° 33′ 08″ E / 41.882487913592°N,2.55233169355157°E                                                                  |                                                      |                                  | Modifica les dades a Wikidata |
|        | Ca l'Uix                   | Sant Hilari Sacalm | masia            | Estil: arquitectura popular                                         | 41° 52′ 47″ N, 2° 35′ 14″ E / 41.87977°N,2.58716°E                                                                                  | bé integrant del patrimoni cultural català           |                                  | Modifica les dades a Wikidata |
|        | Ca n'Hivern                | Sant Hilari Sacalm | masia            |                                                                     | 41° 53′ 04″ N, 2° 33′ 01″ E / 41.8844253755579°N,2.55028122909712°E                                                                 |                                                      |                                  | Modifica les dades a Wikidata |
|        | Cal Barreter               | Sant Hilari Sacalm | masia            |                                                                     | 41° 52′ 01″ N, 2° 28′ 38″ E / 41.8670484529699°N,2.47729794797216°E                                                                 |                                                      |                                  | Modifica les dades a Wikidata |
|        | Cal Rei                    | Sant Hilari Sacalm | masia            |                                                                     | 41° 53′ 23″ N, 2° 33′ 59″ E / 41.8897831307601°N,2.5663356178138°E                                                                  |                                                      |                                  | Modifica les dades a Wikidata |
|        | Cal Sastre                 | Sant Hilari Sacalm | masia            | Estil: arquitectura popular                                         | 41° 53′ 20″ N, 2° 31′ 06″ E / 41.88878°N,2.51836°E ca:A la urbanització Cal Sastre, a la sortida del nucli en direcció Villavecchia | bé integrant del patrimoni cultural català           |                                  | Modifica les dades a Wikidata |
|        | Campdelarit                | Sant Hilari Sacalm | masia            | Estil: arquitectura popular                                         | 41° 53′ 59″ N, 2° 33′ 34″ E / 41.89966°N,2.55958°E                                                                                  | bé integrant del patrimoni cultural català           |                                  | Modifica les dades a Wikidata |
|        | Camplà                     | Sant Hilari Sacalm | masia            | Estil: arquitectura popular                                         | 41° 54′ 29″ N, 2° 32′ 03″ E / 41.90816°N,2.53427°E                                                                                  | bé integrant del patrimoni cultural català           | Camplà (Sant Hilari Sacalm)      | Modifica les dades a Wikidata |
|        | Can Benigne                | Sant Hilari Sacalm | masia            |                                                                     | 41° 52′ 29″ N, 2° 30′ 39″ E / 41.8746623411861°N,2.51071373993443°E                                                                 |                                                      |                                  | Modifica les dades a Wikidata |
|        | Can Bosquets               | Sant Hilari Sacalm | masia            |                                                                     | 41° 56′ 07″ N, 2° 29′ 32″ E / 41.9352154716594°N,2.49216957628562°E                                                                 |                                                      |                                  | Modifica les dades a Wikidata |
|        | Can Burgada                | Sant Hilari Sacalm | masia            |                                                                     | 41° 53′ 04″ N, 2° 30′ 32″ E / 41.8843183188023°N,2.50875982723212°E                                                                 |                                                      |                                  | Modifica les dades a Wikidata |
|        | Can Calabrès               | Sant Hilari Sacalm | masia            |                                                                     | 41° 54′ 01″ N, 2° 31′ 49″ E / 41.900286898607°N,2.5301692491709°E                                                                   |                                                      |                                  | Modifica les dades a Wikidata |
|        | Can Carbassa               | Sant Hilari Sacalm | masia            |                                                                     | 41° 55′ 32″ N, 2° 29′ 12″ E / 41.9254453167251°N,2.48657858000124°E                                                                 |                                                      |                                  | Modifica les dades a Wikidata |
|        | Can Casadet                | Sant Hilari Sacalm | masia            |                                                                     | 41° 53′ 35″ N, 2° 34′ 47″ E / 41.8929580766309°N,2.5796705354205°E                                                                  |                                                      |                                  | Modifica les dades a Wikidata |
|        | Can Casica                 | Sant Hilari Sacalm | masia            |                                                                     | 41° 56′ 38″ N, 2° 28′ 48″ E / 41.9440050006028°N,2.47986683399461°E                                                                 |                                                      |                                  | Modifica les dades a Wikidata |
|        | Can Cigala                 | Sant Hilari Sacalm | masia            |                                                                     | 41° 53′ 13″ N, 2° 34′ 03″ E / 41.8869954528801°N,2.56751159611832°E                                                                 |                                                      |                                  | Modifica les dades a Wikidata |
|        | Can Formiga                | Sant Hilari Sacalm | masia            |                                                                     | 41° 53′ 30″ N, 2° 34′ 54″ E / 41.8916146571742°N,2.58175267496455°E                                                                 |                                                      |                                  | Modifica les dades a Wikidata |
|        | Can Gambada                | Sant Hilari Sacalm | masia            |                                                                     | 41° 53′ 46″ N, 2° 30′ 50″ E / 41.8961925369929°N,2.51375609534081°E                                                                 |                                                      |                                  | Modifica les dades a Wikidata |
|        | Can Garriga                | Sant Hilari Sacalm | masia            |                                                                     | 41° 53′ 06″ N, 2° 31′ 04″ E / 41.8851128744144°N,2.51772118810628°E                                                                 |                                                      |                                  | Modifica les dades a Wikidata |
|        | Can Goita                  | Sant Hilari Sacalm | masia            |                                                                     | 41° 56′ 35″ N, 2° 29′ 33″ E / 41.9431430851156°N,2.49255303918407°E                                                                 |                                                      |                                  | Modifica les dades a Wikidata |
|        | Can Gras                   | Sant Hilari Sacalm | masia            |                                                                     | 41° 53′ 57″ N, 2° 28′ 54″ E / 41.899056801176°N,2.4816921126212°E                                                                   |                                                      |                                  | Modifica les dades a Wikidata |
|        | Can Llebre                 | Sant Hilari Sacalm | masia            |                                                                     | 41° 53′ 23″ N, 2° 32′ 07″ E / 41.8895900662137°N,2.53539464069328°E                                                                 |                                                      |                                  | Modifica les dades a Wikidata |
|        | Can Llebrica               | Sant Hilari Sacalm | masia            |                                                                     | 41° 53′ 20″ N, 2° 31′ 35″ E / 41.8887880285856°N,2.52646864943844°E                                                                 |                                                      |                                  | Modifica les dades a Wikidata |
|        | Can Manel Mort             | Sant Hilari Sacalm | masia            | Estil: arquitectura popular Estat: enderrocat o destruït            | 41° 54′ 18″ N, 2° 30′ 38″ E / 41.9049966844769°N,2.51057865344104°E                                                                 | bé integrant del patrimoni cultural català           |                                  | Modifica les dades a Wikidata |
|        | Can Masó                   | Sant Hilari Sacalm | masia            |                                                                     | 41° 52′ 50″ N, 2° 30′ 58″ E / 41.8806660642445°N,2.51618784286391°E                                                                 |                                                      |                                  | Modifica les dades a Wikidata |
|        | Can Panxa                  | Sant Hilari Sacalm | masia            |                                                                     | 41° 53′ 00″ N, 2° 30′ 19″ E / 41.8833942276801°N,2.50540420341917°E                                                                 |                                                      |                                  | Modifica les dades a Wikidata |
|        | Can Pericó                 | Sant Hilari Sacalm | masia            |                                                                     | 41° 53′ 00″ N, 2° 30′ 23″ E / 41.8833620392414°N,2.50629635073399°E                                                                 |                                                      |                                  | Modifica les dades a Wikidata |
|        | Can Pixola                 | Sant Hilari Sacalm | masia            |                                                                     | 41° 53′ 39″ N, 2° 29′ 37″ E / 41.8941054014659°N,2.49348385026002°E                                                                 |                                                      |                                  | Modifica les dades a Wikidata |
|        | Can Po                     | Sant Hilari Sacalm | masia            |                                                                     | 41° 52′ 19″ N, 2° 33′ 04″ E / 41.8719898322411°N,2.55101913825442°E                                                                 |                                                      |                                  | Modifica les dades a Wikidata |
|        | Can Poll                   | Sant Hilari Sacalm | masia            |                                                                     | 41° 53′ 40″ N, 2° 28′ 39″ E / 41.8945646750151°N,2.47738707402727°E                                                                 |                                                      |                                  | Modifica les dades a Wikidata |
|        | Can Roureda                | Sant Hilari Sacalm | masia            |                                                                     | 41° 54′ 45″ N, 2° 28′ 34″ E / 41.9124733267402°N,2.476107543628°E                                                                   |                                                      |                                  | Modifica les dades a Wikidata |
|        | Can Serrano                | Sant Hilari Sacalm | masia            |                                                                     | 41° 53′ 02″ N, 2° 30′ 32″ E / 41.884021979946°N,2.5089669950617°E                                                                   |                                                      |                                  | Modifica les dades a Wikidata |
|        | Can Tintorer               | Sant Hilari Sacalm | masia            | Estil: arquitectura eclèctica                                       | 41° 53′ 09″ N, 2° 30′ 33″ E / 41.88584°N,2.50914°E                                                                                  | bé integrant del patrimoni cultural català           |                                  | Modifica les dades a Wikidata |
|        | Can Tuixén                 | Sant Hilari Sacalm | masia            |                                                                     | 41° 52′ 05″ N, 2° 30′ 38″ E / 41.8681762966175°N,2.5104499055013°E                                                                  |                                                      |                                  | Modifica les dades a Wikidata |
|        | Can Xotis                  | Sant Hilari Sacalm | masia            |                                                                     | 41° 52′ 03″ N, 2° 30′ 49″ E / 41.8675858118748°N,2.51350299154735°E                                                                 |                                                      |                                  | Modifica les dades a Wikidata |
|        | Casa Nova d'en Suy         | Sant Hilari Sacalm | masia            | Estil: arquitectura popular                                         | 41° 53′ 13″ N, 2° 31′ 30″ E / 41.88698°N,2.52507°E                                                                                  | bé integrant del patrimoni cultural català           |                                  | Modifica les dades a Wikidata |
|        | Casa d'en Tombori          | Sant Hilari Sacalm | masia            |                                                                     | 41° 52′ 42″ N, 2° 30′ 18″ E / 41.8783481884042°N,2.50488873415124°E                                                                 |                                                      |                                  | Modifica les dades a Wikidata |
|        | Casal-castell de la Rovira | Sant Hilari Sacalm | masia casa forta | Estil: arquitectura romànica                                        | 41° 53′ 01″ N, 2° 28′ 38″ E / 41.8836333333°N,2.47723888889°E                                                                       | bé d'interès cultural bé cultural d'interès nacional |                                  | Modifica les dades a Wikidata |
|        | Casilla dels Campaments    | Sant Hilari Sacalm | masia            |                                                                     | 41° 53′ 53″ N, 2° 27′ 49″ E / 41.8980857063732°N,2.4635789862585°E                                                                  |                                                      |                                  | Modifica les dades a Wikidata |
|        | Casota d'en Comes          | Sant Hilari Sacalm | masia            | Estil: arquitectura popular                                         | 41° 52′ 06″ N, 2° 27′ 25″ E / 41.86832°N,2.45691°E                                                                                  | bé integrant del patrimoni cultural català           |                                  | Modifica les dades a Wikidata |
|        | Castell de Moragues        | Sant Hilari Sacalm | masia            | Estil: arquitectura popular                                         | 41° 51′ 22″ N, 2° 29′ 43″ E / 41.85622°N,2.49521°E                                                                                  | bé integrant del patrimoni cultural català           |                                  | Modifica les dades a Wikidata |
|        | Castell de Saleta del Mas  | Sant Hilari Sacalm | masia            | Estil: historicisme arquitectònic arquitectura popular 12nd century | 41° 53′ 24″ N, 2° 30′ 34″ E / 41.890019°N,2.509501°E ca:Ctra. St. Hilari - Osor, a 1 km del nucli 806 msnm                          | bé d'interès cultural bé cultural d'interès nacional | Castell de la Saleta de Mas      | Modifica les dades a Wikidata |
|        | Collserrador               | Sant Hilari Sacalm | masia            |                                                                     | 41° 53′ 54″ N, 2° 32′ 35″ E / 41.8982579602173°N,2.54296294793903°E                                                                 |                                                      |                                  | Modifica les dades a Wikidata |
|        | Cortals d'en Serra         | Sant Hilari Sacalm | masia            |                                                                     | 41° 52′ 06″ N, 2° 28′ 09″ E / 41.8682095686266°N,2.46927534814321°E                                                                 |                                                      |                                  | Modifica les dades a Wikidata |
|        | Cortals de Tarrés          | Sant Hilari Sacalm | masia            |                                                                     | 41° 51′ 38″ N, 2° 27′ 42″ E / 41.8606535426909°N,2.46168708910305°E                                                                 |                                                      |                                  | Modifica les dades a Wikidata |
|        | Cortals del Mig            | Sant Hilari Sacalm | masia            | Estil: arquitectura popular 18th century                            | 41° 52′ 06″ N, 2° 28′ 01″ E / 41.8683153794046°N,2.46684040218433°E ca:Trencall a l'esquerra de la carretera de Vic                 | bé integrant del patrimoni cultural català           | Cortals del Mig                  | Modifica les dades a Wikidata |
|        | Costa de Baix              | Sant Hilari Sacalm | masia            |                                                                     | 41° 53′ 13″ N, 2° 33′ 14″ E / 41.8869248710199°N,2.55377123012654°E                                                                 |                                                      |                                  | Modifica les dades a Wikidata |
|        | Costa de Dalt              | Sant Hilari Sacalm | masia            |                                                                     | 41° 53′ 12″ N, 2° 33′ 13″ E / 41.8866270451939°N,2.55361660957016°E                                                                 |                                                      |                                  | Modifica les dades a Wikidata |
|        | Ficanys                    | Sant Hilari Sacalm | masia            |                                                                     | 41° 54′ 00″ N, 2° 30′ 26″ E / 41.8999652714031°N,2.5071570568815°E 800 msnm                                                         |                                                      | Ficanys                          | Modifica les dades a Wikidata |
|        | Joanhuix                   | Sant Hilari Sacalm | masia            | Estil: arquitectura popular                                         | 41° 54′ 15″ N, 2° 32′ 19″ E / 41.90414°N,2.53849°E                                                                                  | bé integrant del patrimoni cultural català           |                                  | Modifica les dades a Wikidata |
|        | Mas Carbó                  | Sant Hilari Sacalm | masia            | Estil: arquitectura popular                                         | 41° 52′ 55″ N, 2° 28′ 18″ E / 41.88185°N,2.47178°E                                                                                  | bé integrant del patrimoni cultural català           |                                  | Modifica les dades a Wikidata |
|        | Mas Claver                 | Sant Hilari Sacalm | masia            |                                                                     | 41° 55′ 30″ N, 2° 30′ 07″ E / 41.9249908782385°N,2.50200762876787°E                                                                 |                                                      |                                  | Modifica les dades a Wikidata |
|        | Mas Cullell                | Sant Hilari Sacalm | masia            | Estil: arquitectura popular                                         | 41° 53′ 26″ N, 2° 27′ 25″ E / 41.89043°N,2.45703°E                                                                                  | bé integrant del patrimoni cultural català           |                                  | Modifica les dades a Wikidata |
|        | Mas Quintà                 | Sant Hilari Sacalm | masia            |                                                                     | 41° 54′ 05″ N, 2° 29′ 39″ E / 41.9013500623503°N,2.49421024366351°E                                                                 |                                                      |                                  | Modifica les dades a Wikidata |
|        | Mas Serrallonga            | Sant Hilari Sacalm | masia            | Estil: arquitectura popular 16th century Estat: ruïnós              | 41° 57′ 08″ N, 2° 28′ 22″ E / 41.952155672172°N,2.4728162780176°E ca:Ctra. Vilanova de Sau-Susqueda, a l'altura de Querós 677 msnm  | bé integrant del patrimoni cultural català           | Serrallonga (Sant Hilari Sacalm) | Modifica les dades a Wikidata |
|        | Mas Vidal                  | Sant Hilari Sacalm | masia            |                                                                     | 41° 52′ 48″ N, 2° 32′ 37″ E / 41.8799492628788°N,2.54350320300075°E                                                                 |                                                      |                                  | Modifica les dades a Wikidata |
|        | Mas les Serres             | Sant Hilari Sacalm | masia            | Estil: arquitectura popular                                         | 41° 52′ 53″ N, 2° 31′ 38″ E / 41.88148°N,2.52732°E                                                                                  | bé integrant del patrimoni cultural català           |                                  | Modifica les dades a Wikidata |
|        | Mascuidado                 | Sant Hilari Sacalm | masia            |                                                                     | 41° 52′ 34″ N, 2° 32′ 20″ E / 41.8761755192371°N,2.53902285546407°E                                                                 |                                                      |                                  | Modifica les dades a Wikidata |
|        | Matamala                   | Sant Hilari Sacalm | masia            | Estil: arquitectura popular                                         | 41° 51′ 57″ N, 2° 29′ 43″ E / 41.86583°N,2.49516°E                                                                                  | bé integrant del patrimoni cultural català           |                                  | Modifica les dades a Wikidata |
|        | Matamalella                | Sant Hilari Sacalm | masia            |                                                                     | 41° 52′ 00″ N, 2° 30′ 25″ E / 41.8665489187482°N,2.50690770900334°E                                                                 |                                                      |                                  | Modifica les dades a Wikidata |
|        | Plansalou                  | Sant Hilari Sacalm | masia            |                                                                     | 41° 53′ 26″ N, 2° 34′ 02″ E / 41.890587763501°N,2.56713779750707°E                                                                  |                                                      |                                  | Modifica les dades a Wikidata |
|        | Puigsec                    | Sant Hilari Sacalm | masia            |                                                                     | 41° 53′ 06″ N, 2° 32′ 06″ E / 41.8848782268343°N,2.53507924276953°E                                                                 |                                                      |                                  | Modifica les dades a Wikidata |
|        | Ravioles                   | Sant Hilari Sacalm | masia            |                                                                     | 41° 53′ 27″ N, 2° 32′ 13″ E / 41.8909290235058°N,2.53686759467727°E                                                                 |                                                      |                                  | Modifica les dades a Wikidata |
|        | Reixac                     | Sant Hilari Sacalm | masia            |                                                                     | 41° 52′ 06″ N, 2° 29′ 29″ E / 41.8683815086038°N,2.49134928851564°E                                                                 |                                                      |                                  | Modifica les dades a Wikidata |
|        | Ridecós                    | Sant Hilari Sacalm | masia            |                                                                     | 41° 53′ 03″ N, 2° 35′ 01″ E / 41.8842715755786°N,2.58353618306948°E                                                                 |                                                      |                                  | Modifica les dades a Wikidata |
|        | Riudecòs                   | Sant Hilari Sacalm | masia            |                                                                     | 41° 51′ 12″ N, 2° 30′ 35″ E / 41.853245729548°N,2.5097700464295°E                                                                   |                                                      |                                  | Modifica les dades a Wikidata |
|        | Saleta del Mas             | Sant Hilari Sacalm | masia            |                                                                     | 41° 53′ 24″ N, 2° 30′ 36″ E / 41.8898631435558°N,2.5100794393078°E                                                                  |                                                      |                                  | Modifica les dades a Wikidata |
|        | Serra d'Heures             | Sant Hilari Sacalm | masia            |                                                                     | 41° 54′ 19″ N, 2° 31′ 18″ E / 41.9054032310531°N,2.52155932705459°E                                                                 |                                                      |                                  | Modifica les dades a Wikidata |
|        | Torres de Can Batlle       | Sant Hilari Sacalm | masia            |                                                                     | 41° 52′ 21″ N, 2° 30′ 40″ E / 41.8724303619599°N,2.51111638281723°E                                                                 |                                                      |                                  | Modifica les dades a Wikidata |
|        | Vallicrosa                 | Sant Hilari Sacalm | masia            |                                                                     | 41° 52′ 41″ N, 2° 32′ 36″ E / 41.8781017656624°N,2.54322711046031°E                                                                 |                                                      |                                  | Modifica les dades a Wikidata |
|        | Vilavella                  | Sant Hilari Sacalm | masia            |                                                                     | 41° 53′ 27″ N, 2° 28′ 50″ E / 41.890945615519°N,2.4805522914892°E                                                                   |                                                      |                                  | Modifica les dades a Wikidata |
|        | Villacrosa                 | Sant Hilari Sacalm | masia            |                                                                     | 41° 52′ 51″ N, 2° 29′ 50″ E / 41.8808632561954°N,2.49709563779947°E                                                                 |                                                      |                                  | Modifica les dades a Wikidata |
|        | Villaret Nou               | Sant Hilari Sacalm | masia            | Estil: arquitectura popular                                         | 41° 52′ 31″ N, 2° 31′ 11″ E / 41.87523°N,2.51963°E                                                                                  | bé integrant del patrimoni cultural català           |                                  | Modifica les dades a Wikidata |
|        | Villaret Vell              | Sant Hilari Sacalm | masia            | Estil: arquitectura popular                                         | 41° 52′ 23″ N, 2° 32′ 04″ E / 41.8731°N,2.53435°E                                                                                   | bé integrant del patrimoni cultural català           |                                  | Modifica les dades a Wikidata |
|        | Vinyota d'en Peroler       | Sant Hilari Sacalm | masia            |                                                                     | 41° 52′ 10″ N, 2° 30′ 13″ E / 41.869431491734°N,2.503621419364°E                                                                    |                                                      |                                  | Modifica les dades a Wikidata |
|        | can Jover                  | Sant Hilari Sacalm | masia            | Estil: arquitectura popular 19th century                            | 41° 52′ 47″ N, 2° 30′ 10″ E / 41.87985°N,2.50272°E ca:Passeig de la Font Vella, 26, Sant Hilari Sacalm 817 msnm                     | bé integrant del patrimoni cultural català           | Can Jover (Sant Hilari Sacalm)   | Modifica les dades a Wikidata |
|        | el Borrell                 | Sant Hilari Sacalm | masia            |                                                                     | 41° 55′ 11″ N, 2° 31′ 41″ E / 41.9196070957742°N,2.52813421138449°E                                                                 |                                                      |                                  | Modifica les dades a Wikidata |
|        | el Bosquets d'Amunt        | Sant Hilari Sacalm | masia            |                                                                     | 41° 54′ 19″ N, 2° 28′ 50″ E / 41.905355808637°N,2.4804354963034°E                                                                   |                                                      |                                  | Modifica les dades a Wikidata |
|        | el Bosquets d'Avall        | Sant Hilari Sacalm | masia            |                                                                     | 41° 54′ 10″ N, 2° 28′ 56″ E / 41.9028637788822°N,2.48221428175301°E                                                                 |                                                      |                                  | Modifica les dades a Wikidata |
|        | el Bracs                   | Sant Hilari Sacalm | masia            |                                                                     | 41° 57′ 18″ N, 2° 27′ 32″ E / 41.9550583568323°N,2.45889040776558°E                                                                 |                                                      |                                  | Modifica les dades a Wikidata |
|        | el Carbonell               | Sant Hilari Sacalm | masia            |                                                                     | 41° 55′ 46″ N, 2° 29′ 59″ E / 41.9293314475406°N,2.49977870661211°E                                                                 |                                                      |                                  | Modifica les dades a Wikidata |
|        | el Casal                   | Sant Hilari Sacalm | masia            |                                                                     | 41° 55′ 10″ N, 2° 31′ 51″ E / 41.9195375987302°N,2.53095664640515°E                                                                 |                                                      |                                  | Modifica les dades a Wikidata |
|        | el Clos                    | Sant Hilari Sacalm | masia            |                                                                     | 41° 52′ 56″ N, 2° 32′ 32″ E / 41.882200759883°N,2.5420901515812°E                                                                   |                                                      |                                  | Modifica les dades a Wikidata |
|        | el Cominal                 | Sant Hilari Sacalm | masia            |                                                                     | 41° 56′ 33″ N, 2° 29′ 04″ E / 41.9426388544358°N,2.48449838924676°E                                                                 |                                                      |                                  | Modifica les dades a Wikidata |
|        | el Corral                  | Sant Hilari Sacalm | masia            |                                                                     | 41° 56′ 58″ N, 2° 26′ 35″ E / 41.9495514968047°N,2.44303512869692°E                                                                 |                                                      |                                  | Modifica les dades a Wikidata |
|        | el Crous                   | Sant Hilari Sacalm | masia            |                                                                     | 41° 53′ 35″ N, 2° 32′ 50″ E / 41.8930777057256°N,2.54717074503368°E                                                                 |                                                      |                                  | Modifica les dades a Wikidata |
|        | el Muntalt                 | Sant Hilari Sacalm | masia            | Estil: arquitectura popular                                         | 41° 53′ 28″ N, 2° 32′ 37″ E / 41.89115°N,2.54348°E                                                                                  | bé integrant del patrimoni cultural català           |                                  | Modifica les dades a Wikidata |
|        | el Parral de n'Uix         | Sant Hilari Sacalm | masia            |                                                                     | 41° 53′ 19″ N, 2° 34′ 43″ E / 41.8885587935164°N,2.57859043678848°E                                                                 |                                                      |                                  | Modifica les dades a Wikidata |
|        | el Polic                   | Sant Hilari Sacalm | masia            |                                                                     | 41° 51′ 52″ N, 2° 30′ 17″ E / 41.8645405497403°N,2.5048506863779°E                                                                  |                                                      |                                  | Modifica les dades a Wikidata |
|        | el Soler de Mansolí        | Sant Hilari Sacalm | masia            | Estil: arquitectura modernista arquitectura eclèctica               | 41° 55′ 15″ N, 2° 31′ 22″ E / 41.92079°N,2.52267°E ca:Carretera Sant Hilari - Osor                                                  | bé integrant del patrimoni cultural català           | El Soler de Mansolí              | Modifica les dades a Wikidata |
|        | el Solà                    | Sant Hilari Sacalm | masia            |                                                                     | 41° 53′ 01″ N, 2° 33′ 29″ E / 41.8836990950039°N,2.55808445964992°E                                                                 |                                                      |                                  | Modifica les dades a Wikidata |
|        | el Vilar                   | Sant Hilari Sacalm | masia            |                                                                     | 41° 52′ 40″ N, 2° 34′ 11″ E / 41.877804685618°N,2.5698400783273°E                                                                   |                                                      |                                  | Modifica les dades a Wikidata |
|        | els Clopés                 | Sant Hilari Sacalm | masia            | Estil: arquitectura popular                                         | 41° 52′ 40″ N, 2° 29′ 08″ E / 41.87772°N,2.48559°E                                                                                  | bé integrant del patrimoni cultural català           |                                  | Modifica les dades a Wikidata |
|        | els Corbellers             | Sant Hilari Sacalm | masia            |                                                                     | 41° 53′ 48″ N, 2° 31′ 40″ E / 41.8965487053339°N,2.52788205560674°E                                                                 |                                                      |                                  | Modifica les dades a Wikidata |
|        | els Erols                  | Sant Hilari Sacalm | masia            |                                                                     | 41° 55′ 07″ N, 2° 30′ 04″ E / 41.9187453257249°N,2.50111556104535°E                                                                 |                                                      |                                  | Modifica les dades a Wikidata |
|        | els Vinyets                | Sant Hilari Sacalm | masia            |                                                                     | 41° 52′ 33″ N, 2° 32′ 23″ E / 41.875886587056°N,2.5397249920957°E                                                                   |                                                      |                                  | Modifica les dades a Wikidata |
|        | els Vinyets Xic            | Sant Hilari Sacalm | masia            |                                                                     | 41° 52′ 03″ N, 2° 32′ 21″ E / 41.8676101191191°N,2.53904824506877°E                                                                 |                                                      |                                  | Modifica les dades a Wikidata |
|        | l'Abadia                   | Sant Hilari Sacalm | masia            |                                                                     | 41° 56′ 48″ N, 2° 27′ 23″ E / 41.9466611426866°N,2.45635547072335°E                                                                 |                                                      |                                  | Modifica les dades a Wikidata |
|        | l'Hostal                   | Sant Hilari Sacalm | masia            |                                                                     | 41° 53′ 02″ N, 2° 32′ 58″ E / 41.8838188647526°N,2.54950205130224°E                                                                 |                                                      |                                  | Modifica les dades a Wikidata |
|        | l'Obac                     | Sant Hilari Sacalm | masia            |                                                                     | 41° 56′ 54″ N, 2° 28′ 13″ E / 41.9483112281598°N,2.47024022578822°E                                                                 |                                                      |                                  | Modifica les dades a Wikidata |
|        | l'Ullastre                 | Sant Hilari Sacalm | masia            |                                                                     | 41° 51′ 21″ N, 2° 29′ 04″ E / 41.8559297044689°N,2.484315824822°E                                                                   |                                                      |                                  | Modifica les dades a Wikidata |
|        | la Barraca                 | Sant Hilari Sacalm | masia            |                                                                     | 41° 53′ 06″ N, 2° 28′ 58″ E / 41.8850054226278°N,2.4826839313926°E                                                                  |                                                      |                                  | Modifica les dades a Wikidata |
|        | la Barraca d'en Torre      | Sant Hilari Sacalm | masia            |                                                                     | 41° 50′ 55″ N, 2° 30′ 21″ E / 41.8485126136437°N,2.50584162553904°E                                                                 |                                                      |                                  | Modifica les dades a Wikidata |
|        | la Barraca del Pedró       | Sant Hilari Sacalm | masia            |                                                                     | 41° 54′ 04″ N, 2° 34′ 13″ E / 41.9012459851671°N,2.57038123923358°E                                                                 |                                                      |                                  | Modifica les dades a Wikidata |
|        | la Belluga                 | Sant Hilari Sacalm | masia            |                                                                     | 41° 53′ 55″ N, 2° 28′ 41″ E / 41.8984945051915°N,2.47801808775071°E                                                                 |                                                      |                                  | Modifica les dades a Wikidata |
|        | la Casa Nova de Fàbregues  | Sant Hilari Sacalm | masia            |                                                                     | 41° 51′ 00″ N, 2° 29′ 54″ E / 41.8499486762488°N,2.49844612106027°E                                                                 |                                                      |                                  | Modifica les dades a Wikidata |
|        | la Casa Vella              | Sant Hilari Sacalm | masia            |                                                                     | 41° 54′ 25″ N, 2° 30′ 20″ E / 41.906839020912°N,2.50542825523762°E                                                                  |                                                      |                                  | Modifica les dades a Wikidata |
|        | la Casa de Fusta           | Sant Hilari Sacalm | masia            |                                                                     | 41° 52′ 52″ N, 2° 30′ 58″ E / 41.881178573323°N,2.51597908799787°E                                                                  |                                                      |                                  | Modifica les dades a Wikidata |
|        | la Casica                  | Sant Hilari Sacalm | masia            |                                                                     | 41° 53′ 33″ N, 2° 32′ 04″ E / 41.8925133846141°N,2.53443321190825°E                                                                 |                                                      |                                  | Modifica les dades a Wikidata |
|        | la Casota de Matamala      | Sant Hilari Sacalm | masia            | Estil: arquitectura popular                                         | 41° 52′ 35″ N, 2° 28′ 32″ E / 41.87638°N,2.47545°E ca:Carretera vella de Sant Hilari a Vic                                          | bé integrant del patrimoni cultural català           |                                  | Modifica les dades a Wikidata |
|        | la Cau                     | Sant Hilari Sacalm | masia            | Estil: arquitectura popular                                         | 41° 53′ 03″ N, 2° 27′ 12″ E / 41.88422°N,2.45345°E                                                                                  | bé integrant del patrimoni cultural català           |                                  | Modifica les dades a Wikidata |
|        | la Comtessa                | Sant Hilari Sacalm | masia            | Estil: arquitectura popular                                         | 41° 54′ 05″ N, 2° 28′ 25″ E / 41.90136°N,2.47375°E                                                                                  | bé integrant del patrimoni cultural català           |                                  | Modifica les dades a Wikidata |
|        | la Corbella Vella          | Sant Hilari Sacalm | masia            | Estil: arquitectura popular                                         | 41° 52′ 02″ N, 2° 33′ 09″ E / 41.86727°N,2.55256°E                                                                                  | bé integrant del patrimoni cultural català           |                                  | Modifica les dades a Wikidata |
|        | la Fàbrega                 | Sant Hilari Sacalm | masia            | Estil: arquitectura popular                                         | 41° 51′ 39″ N, 2° 28′ 01″ E / 41.8607°N,2.46688°E                                                                                   | bé integrant del patrimoni cultural català           |                                  | Modifica les dades a Wikidata |
|        | la Fàbrega Xica            | Sant Hilari Sacalm | masia            |                                                                     | 41° 51′ 27″ N, 2° 28′ 20″ E / 41.8575320688497°N,2.47223102347626°E                                                                 |                                                      |                                  | Modifica les dades a Wikidata |
|        | la Gavarra                 | Sant Hilari Sacalm | masia            |                                                                     | 41° 54′ 55″ N, 2° 29′ 07″ E / 41.915284521749°N,2.4851784038751°E                                                                   |                                                      |                                  | Modifica les dades a Wikidata |
|        | la Masó de la Sala         | Sant Hilari Sacalm | masia            |                                                                     | 41° 52′ 53″ N, 2° 32′ 22″ E / 41.8812754600439°N,2.53954060780393°E                                                                 |                                                      |                                  | Modifica les dades a Wikidata |
|        | la Planota                 | Sant Hilari Sacalm | masia            |                                                                     | 41° 56′ 38″ N, 2° 28′ 41″ E / 41.9439242441159°N,2.47794930088577°E                                                                 |                                                      |                                  | Modifica les dades a Wikidata |
|        | la Querosa                 | Sant Hilari Sacalm | masia            |                                                                     | 41° 56′ 44″ N, 2° 28′ 20″ E / 41.9455467116423°N,2.47231405903476°E                                                                 |                                                      |                                  | Modifica les dades a Wikidata |
|        | la Talleda                 | Sant Hilari Sacalm | masia            | Estil: arquitectura popular                                         | 41° 53′ 09″ N, 2° 27′ 50″ E / 41.88581°N,2.46391°E                                                                                  | bé integrant del patrimoni cultural català           |                                  | Modifica les dades a Wikidata |
|        | la Vileta                  | Sant Hilari Sacalm | masia            | Estil: arquitectura popular                                         | 41° 53′ 56″ N, 2° 28′ 06″ E / 41.89898°N,2.46838°E                                                                                  | bé integrant del patrimoni cultural català           |                                  | Modifica les dades a Wikidata |
|        | les Auledes                | Sant Hilari Sacalm | masia            |                                                                     | 41° 51′ 18″ N, 2° 28′ 43″ E / 41.85491°N,2.47856°E                                                                                  | bé integrant del patrimoni cultural català           |                                  | Modifica les dades a Wikidata |
|        | les Clotes                 | Sant Hilari Sacalm | masia            | Estil: arquitectura popular                                         | 41° 53′ 41″ N, 2° 31′ 20″ E / 41.89461°N,2.52209°E                                                                                  | bé integrant del patrimoni cultural català           |                                  | Modifica les dades a Wikidata |
|        | les Comes                  | Sant Hilari Sacalm | masia            |                                                                     | 41° 51′ 23″ N, 2° 29′ 53″ E / 41.8562518950445°N,2.49808363804276°E                                                                 |                                                      |                                  | Modifica les dades a Wikidata |
|        | les Corbes                 | Sant Hilari Sacalm | masia            |                                                                     | 41° 53′ 51″ N, 2° 34′ 31″ E / 41.8975709605897°N,2.57515568876055°E                                                                 |                                                      |                                  | Modifica les dades a Wikidata |
|        | les Feixiques              | Sant Hilari Sacalm | masia            |                                                                     | 41° 54′ 32″ N, 2° 29′ 48″ E / 41.9088189115936°N,2.49676776235569°E                                                                 |                                                      |                                  | Modifica les dades a Wikidata |
|        | les Illes d'Amunt          | Sant Hilari Sacalm | masia            |                                                                     | 41° 54′ 47″ N, 2° 30′ 51″ E / 41.9131895244438°N,2.51403709305899°E                                                                 |                                                      |                                  | Modifica les dades a Wikidata |
|        | les Illes d'Avall          | Sant Hilari Sacalm | masia            |                                                                     | 41° 55′ 04″ N, 2° 30′ 38″ E / 41.9176776512508°N,2.51044559602305°E                                                                 |                                                      |                                  | Modifica les dades a Wikidata |

## molí d'aigua
| imatge | Nom             | Ubicat a           | instància de | Detalls                                  | coordenades                                                                              | Protecció                                  | Commons (més fotos) | Dades a WD                    |
| ------ | --------------- | ------------------ | ------------ | ---------------------------------------- | ---------------------------------------------------------------------------------------- | ------------------------------------------ | ------------------- | ----------------------------- |
|        | Molí Roquer     | Sant Hilari Sacalm | molí d'aigua | Estil: arquitectura popular              | 41° 53′ 35″ N, 2° 27′ 26″ E / 41.89296°N,2.45728°E                                       | bé integrant del patrimoni cultural català |                     | Modifica les dades a Wikidata |
|        | Molí d'en Boscà | Sant Hilari Sacalm | molí d'aigua | Estil: arquitectura popular              | 41° 55′ 26″ N, 2° 30′ 22″ E / 41.9238°N,2.5061°E                                         | bé integrant del patrimoni cultural català | Molí d'en Boscà     | Modifica les dades a Wikidata |
|        | Molí de Saleta  | Sant Hilari Sacalm | molí d'aigua | Estil: arquitectura popular 14th century | 41° 54′ 14″ N, 2° 30′ 02″ E / 41.90376°N,2.50056°E ca:Carretera GI-542, km 22,7 712 msnm | bé integrant del patrimoni cultural català | Molí de Saleta      | Modifica les dades a Wikidata |
|        | el Molí         | Sant Hilari Sacalm | molí d'aigua |                                          | 41° 52′ 50″ N, 2° 32′ 30″ E / 41.880482793577°N,2.54177594735061°E                       |                                            |                     | Modifica les dades a Wikidata |

## monument
| imatge | Nom                                | Ubicat a           | instància de | Detalls                       | coordenades                                        | Protecció                                  | Commons (més fotos)                               | Dades a WD                    |
| ------ | ---------------------------------- | ------------------ | ------------ | ----------------------------- | -------------------------------------------------- | ------------------------------------------ | ------------------------------------------------- | ----------------------------- |
|        | Imatge de Sant Miquel Arcàngel     | Sant Hilari Sacalm | monument     | Estil: arquitectura eclèctica | 41° 53′ 38″ N, 2° 31′ 27″ E / 41.89387°N,2.52413°E | bé integrant del patrimoni cultural català |                                                   | Modifica les dades a Wikidata |
|        | Monument al General Josep Moragues | Sant Hilari Sacalm | monument     |                               | 41° 52′ 44″ N, 2° 30′ 41″ E / 41.879°N,2.51135°E   | bé integrant del patrimoni cultural català | Monument al General Moragues (Sant Hilari Sacalm) | Modifica les dades a Wikidata |

## muntanya
| imatge | Nom                     | Ubicat a                                   | instància de | Detalls | coordenades                                                            | Protecció | Commons (més fotos)     | Dades a WD                    |
| ------ | ----------------------- | ------------------------------------------ | ------------ | ------- | ---------------------------------------------------------------------- | --------- | ----------------------- | ----------------------------- |
|        | Goteres                 | Sant Hilari Sacalm                         | muntanya     |         | 41° 53′ 25″ N, 2° 34′ 23″ E / 41.89029722°N,2.57298056°E 919 msnm      |           |                         | Modifica les dades a Wikidata |
|        | Muntanya de la Coma     | Sant Hilari Sacalm Osor                    | muntanya     |         | 41° 56′ 10″ N, 2° 30′ 05″ E / 41.93620278°N,2.50137056°E 1145.7 msnm   |           |                         | Modifica les dades a Wikidata |
|        | Pedra dels Evangelis    | Sant Hilari Sacalm Santa Coloma de Farners | muntanya     |         | 41° 52′ 47″ N, 2° 33′ 39″ E / 41.8797°N,2.5608°E 654.4 msnm            |           | Pedra dels Evangelis    | Modifica les dades a Wikidata |
|        | Puig Gros               | Sant Hilari Sacalm Vilanova de Sau         | muntanya     |         | 41° 57′ 36″ N, 2° 26′ 29″ E / 41.95991944°N,2.44141111°E 643.5 msnm    |           |                         | Modifica les dades a Wikidata |
|        | Puig Rodó               | Sant Hilari Sacalm                         | muntanya     |         | 41° 53′ 09″ N, 2° 34′ 19″ E / 41.88596389°N,2.57189722°E 889.7 msnm    |           |                         | Modifica les dades a Wikidata |
|        | Roc de l'Àliga          | Sant Hilari Sacalm Rupit i Pruit           | muntanya     |         | 41° 58′ 13″ N, 2° 28′ 25″ E / 41.9704°N,2.47349°E 732.8 msnm           |           |                         | Modifica les dades a Wikidata |
|        | Roques d'en Joan        | Sant Hilari Sacalm                         | muntanya     |         | 41° 55′ 28″ N, 2° 31′ 12″ E / 41.9244°N,2.52009°E 840.4 msnm           |           |                         | Modifica les dades a Wikidata |
|        | Roques del Rei          | Sant Hilari Sacalm                         | muntanya     |         | 41° 53′ 07″ N, 2° 33′ 57″ E / 41.88528°N,2.565848°E 852 msnm           |           | Roques del Rei          | Modifica les dades a Wikidata |
|        | Sant Miquel de Solterra | Sant Hilari Sacalm Osor                    | muntanya     |         | 41° 55′ 23″ N, 2° 31′ 59″ E / 41.923121729°N,2.53302886771°E 1203 msnm |           | Sant Miquel de Solterra | Modifica les dades a Wikidata |
|        | Turó de Corones         | Sant Hilari Sacalm                         | muntanya     |         | 41° 57′ 14″ N, 2° 28′ 57″ E / 41.95391944°N,2.48261111°E 775.2 msnm    |           |                         | Modifica les dades a Wikidata |
|        | Turó de Cremades        | Sant Hilari Sacalm Vilanova de Sau         | muntanya     |         | 41° 53′ 42″ N, 2° 26′ 48″ E / 41.89505°N,2.44666944°E 1042.6 msnm      |           |                         | Modifica les dades a Wikidata |
|        | Turó de Faig Verd       | Vilanova de Sau Sant Hilari Sacalm         | muntanya     |         | 41° 55′ 09″ N, 2° 28′ 43″ E / 41.9192°N,2.47864°E 1175.9 msnm          |           |                         | Modifica les dades a Wikidata |
|        | Turó de Mas Coll        | Sant Hilari Sacalm Arbúcies                | muntanya     |         | 41° 51′ 12″ N, 2° 28′ 21″ E / 41.85325833°N,2.47244722°E 824.7 msnm    |           |                         | Modifica les dades a Wikidata |
|        | Turó de Salibercs       | Sant Hilari Sacalm                         | muntanya     |         | 41° 58′ 10″ N, 2° 26′ 55″ E / 41.96955278°N,2.44859167°E 617.8 msnm    |           |                         | Modifica les dades a Wikidata |
|        | Turó de la Cau          | Sant Hilari Sacalm                         | muntanya     |         | 41° 53′ 07″ N, 2° 27′ 09″ E / 41.88520278°N,2.45262222°E 1056 msnm     |           |                         | Modifica les dades a Wikidata |
|        | Turó de la Moneda       | Sant Hilari Sacalm                         | muntanya     |         | 41° 50′ 53″ N, 2° 29′ 39″ E / 41.8481°N,2.49407°E 685.4 msnm           |           |                         | Modifica les dades a Wikidata |

## nucli de població
| imatge | Nom                        | Ubicat a           | instància de                                      | Detalls | coordenades                                                         | Protecció | Commons (més fotos) | Dades a WD                    |
| ------ | -------------------------- | ------------------ | ------------------------------------------------- | ------- | ------------------------------------------------------------------- | --------- | ------------------- | ----------------------------- |
|        | Cal Sastre                 | Sant Hilari Sacalm | nucli de població                                 |         | 41° 53′ 21″ N, 2° 31′ 00″ E / 41.889302205654°N,2.5167266762319°E   |           |                     | Modifica les dades a Wikidata |
|        | Santa Margarida de Vallors | Sant Hilari Sacalm | nucli de població ens local històric de Catalunya |         | 41° 53′ 02″ N, 2° 33′ 01″ E / 41.8838219824209°N,2.55029751321428°E |           |                     | Modifica les dades a Wikidata |
|        | el Serrat                  | Sant Hilari Sacalm | nucli de població                                 |         | 41° 52′ 23″ N, 2° 30′ 30″ E / 41.8729771935184°N,2.50840079937884°E |           |                     | Modifica les dades a Wikidata |

## polígon industrial
| imatge | Nom                            | Ubicat a           | instància de       | Detalls | coordenades                                                         | Protecció | Commons (més fotos) | Dades a WD                    |
| ------ | ------------------------------ | ------------------ | ------------------ | ------- | ------------------------------------------------------------------- | --------- | ------------------- | ----------------------------- |
|        | Polígon industrial La Bòbila   | Sant Hilari Sacalm | polígon industrial |         | 41° 52′ 46″ N, 2° 31′ 13″ E / 41.8795481769734°N,2.52023368711767°E |           |                     | Modifica les dades a Wikidata |
|        | Polígon industrial Mas Garriga | Sant Hilari Sacalm | polígon industrial |         | 41° 53′ 07″ N, 2° 30′ 44″ E / 41.8851526556464°N,2.51221265488193°E |           |                     | Modifica les dades a Wikidata |

## pont
| imatge | Nom                            | Ubicat a           | instància de | Detalls                                                                      | coordenades                                                                               | Protecció                                  | Commons (més fotos)     | Dades a WD                    |
| ------ | ------------------------------ | ------------------ | ------------ | ---------------------------------------------------------------------------- | ----------------------------------------------------------------------------------------- | ------------------------------------------ | ----------------------- | ----------------------------- |
|        | Passera del Molí               | Sant Hilari Sacalm | pont         |                                                                              | 41° 52′ 49″ N, 2° 32′ 30″ E / 41.880238702385°N,2.54154870111093°E                        |                                            |                         | Modifica les dades a Wikidata |
|        | Pont Gran                      | Sant Hilari Sacalm | pont         |                                                                              | 41° 51′ 35″ N, 2° 30′ 01″ E / 41.8597205993398°N,2.50039387438459°E                       |                                            |                         | Modifica les dades a Wikidata |
|        | Pont de Matamala               | Sant Hilari Sacalm | pont         |                                                                              | 41° 51′ 54″ N, 2° 30′ 08″ E / 41.8649610393934°N,2.50211226610581°E                       |                                            |                         | Modifica les dades a Wikidata |
|        | Pont del Molí de Saleta        | Sant Hilari Sacalm | pont         | Estil: arquitectura popular Travessa: riera d'Osor                           | 41° 54′ 12″ N, 2° 30′ 02″ E / 41.90338°N,2.500587°E ca:Carretera GI-542, km 22,7 712 msnm | bé integrant del patrimoni cultural català | Pont del Molí de Saleta | Modifica les dades a Wikidata |
|        | Viaducte de Riudecòs           | Sant Hilari Sacalm | pont         | Hi passa: Eix Transversal                                                    | 41° 51′ 28″ N, 2° 30′ 23″ E / 41.8576839891327°N,2.50639751595774°E                       |                                            |                         | Modifica les dades a Wikidata |
|        | Viaducte del Sot de l'Ullastre | Sant Hilari Sacalm | pont         | Hi passa: Eix Transversal                                                    | 41° 51′ 13″ N, 2° 29′ 13″ E / 41.8535451361027°N,2.48682872641081°E                       |                                            |                         | Modifica les dades a Wikidata |
|        | pont de Querós                 | Sant Hilari Sacalm | pont         | Estil: arquitectura popular arquitectura romànica 12nd century Travessa: Ter | 41° 57′ 36″ N, 2° 27′ 51″ E / 41.95999°N,2.46427°E ca:entre la presa de Susqueda i Sau    | bé integrant del patrimoni cultural català | Pont de Querós          | Modifica les dades a Wikidata |

## serra
| imatge | Nom                   | Ubicat a                                   | instància de | Detalls | coordenades                                                         | Protecció | Commons (més fotos) | Dades a WD                    |
| ------ | --------------------- | ------------------------------------------ | ------------ | ------- | ------------------------------------------------------------------- | --------- | ------------------- | ----------------------------- |
|        | Carena del Vilar      | Rupit i Pruit Sant Hilari Sacalm           | serra        |         | 41° 58′ 08″ N, 2° 27′ 43″ E / 41.96900472°N,2.46186111°E 756.5 msnm |           |                     | Modifica les dades a Wikidata |
|        | Serratsacastell       | Sant Hilari Sacalm Vilanova de Sau         | serra        |         | 41° 56′ 55″ N, 2° 26′ 57″ E / 41.94873889°N,2.44910556°E 907.3 msnm |           |                     | Modifica les dades a Wikidata |
|        | carena de la Rectoria | Rupit i Pruit Sant Hilari Sacalm           | serra        |         | 41° 57′ 58″ N, 2° 28′ 01″ E / 41.966°N,2.46699°E 756.5 msnm         |           |                     | Modifica les dades a Wikidata |
|        | carena del Llac       | Sant Hilari Sacalm                         | serra        |         | 41° 55′ 20″ N, 2° 29′ 46″ E / 41.92209722°N,2.49601389°E 979.6 msnm |           |                     | Modifica les dades a Wikidata |
|        | carena del Quer       | Rupit i Pruit Sant Hilari Sacalm           | serra        |         | 41° 58′ 08″ N, 2° 28′ 27″ E / 41.9688°N,2.47411°E 732.8 msnm        |           |                     | Modifica les dades a Wikidata |
|        | serra d'Heures        | Sant Hilari Sacalm                         | serra        |         | 41° 54′ 34″ N, 2° 31′ 21″ E / 41.9094°N,2.52254°E 966.1 msnm        |           |                     | Modifica les dades a Wikidata |
|        | serra de Cabrerola    | Sant Hilari Sacalm                         | serra        |         | 41° 56′ 17″ N, 2° 28′ 32″ E / 41.93818889°N,2.47556944°E            |           |                     | Modifica les dades a Wikidata |
|        | serra del Corb        | Santa Coloma de Farners Sant Hilari Sacalm | serra        |         | 41° 53′ 20″ N, 2° 35′ 37″ E / 41.889°N,2.59363°E 856.9 msnm         |           |                     | Modifica les dades a Wikidata |
|        | serrat del Gall       | Sant Hilari Sacalm                         | serra        |         | 41° 53′ 32″ N, 2° 33′ 30″ E / 41.8923°N,2.5582°E 879.8 msnm         |           |                     | Modifica les dades a Wikidata |

## vèrtex geodèsic
| imatge | Nom           | Ubicat a           | instància de    | Detalls   | coordenades                                                       | Protecció | Commons (més fotos) | Dades a WD                    |
| ------ | ------------- | ------------------ | --------------- | --------- | ----------------------------------------------------------------- | --------- | ------------------- | ----------------------------- |
|        | Guteras       | Sant Hilari Sacalm | vèrtex geodèsic | Alt: 1.2m | 41° 53′ 25″ N, 2° 34′ 23″ E / 41.890304°N,2.572983°E 924.726 msnm |           |                     | Modifica les dades a Wikidata |
|        | Roca d'En Pla | Sant Hilari Sacalm | vèrtex geodèsic | Alt: 1.2m | 41° 52′ 13″ N, 2° 31′ 36″ E / 41.870325°N,2.526529°E 903.696 msnm |           |                     | Modifica les dades a Wikidata |

## Misc
| imatge | Nom                        | Ubicat a                                    | instància de                                                                   | Detalls                                        | coordenades                                                                              | Protecció                                            | Commons (més fotos)                      | Dades a WD                    |
| ------ | -------------------------- | ------------------------------------------- | ------------------------------------------------------------------------------ | ---------------------------------------------- | ---------------------------------------------------------------------------------------- | ---------------------------------------------------- | ---------------------------------------- | ----------------------------- |
|        | Balneari de la Font Picant | Sant Hilari Sacalm                          | balneari                                                                       | Estil: arquitectura eclèctica                  | 41° 54′ 19″ N, 2° 30′ 29″ E / 41.90523°N,2.50794°E ca:Carretera GI-542, km 20,4 688 msnm | bé integrant del patrimoni cultural català           | Balneari de la Font Picant i pou de glaç | Modifica les dades a Wikidata |
|        | Castell de Solterra        | Sant Hilari Sacalm Osor                     | castell                                                                        | Estil: arquitectura romànica                   | 41° 55′ 23″ N, 2° 31′ 59″ E / 41.9231°N,2.53306°E 1201 msnm                              | bé d'interès cultural bé cultural d'interès nacional | Castell de Solterra                      | Modifica les dades a Wikidata |
|        | Escola Guilleries          | Sant Hilari Sacalm                          | edifici escolar                                                                |                                                | 41° 52′ 50″ N, 2° 30′ 26″ E / 41.88064°N,2.50726°E                                       | bé integrant del patrimoni cultural català           |                                          | Modifica les dades a Wikidata |
|        | Granja de les Auledes      | Sant Hilari Sacalm                          | granja                                                                         |                                                | 41° 51′ 16″ N, 2° 28′ 44″ E / 41.8544283298452°N,2.47894276408732°E                      |                                                      |                                          | Modifica les dades a Wikidata |
|        | La Sala de Vallicrosa      | Sant Hilari Sacalm                          | casa forta                                                                     | Estil: arquitectura popular                    | 41° 52′ 18″ N, 2° 32′ 57″ E / 41.87159°N,2.5491°E                                        | bé integrant del patrimoni cultural català           |                                          | Modifica les dades a Wikidata |
|        | Mansolí                    | Sant Hilari Sacalm                          | disseminat ens local històric de Catalunya                                     |                                                | 41° 54′ 12″ N, 2° 30′ 09″ E / 41.90333888888889°N,2.502538888888889°E                    |                                                      |                                          | Modifica les dades a Wikidata |
|        | Pou de glaç de Saleta      | Sant Hilari Sacalm                          | pou de neu                                                                     | Estil: arquitectura popular                    | 41° 53′ 17″ N, 2° 30′ 30″ E / 41.888121°N,2.508377°E                                     | bé integrant del patrimoni cultural català           |                                          | Modifica les dades a Wikidata |
|        | Querós                     | Sant Hilari Sacalm                          | despoblat ens local històric de Catalunya                                      |                                                | 41° 57′ 34″ N, 2° 28′ 13″ E / 41.959444444444°N,2.4702777777778°E                        |                                                      |                                          | Modifica les dades a Wikidata |
|        | Sant Hilari Sacalm         | Sant Hilari Sacalm                          | entitat singular de població ens local històric de Catalunya capital municipal | 5969 hab                                       | 41° 52′ 44″ N, 2° 30′ 31″ E / 41.87892558°N,2.50849539°E 798 msnm                        |                                                      |                                          | Modifica les dades a Wikidata |
|        | Túnel de les Comes         | Sant Hilari Sacalm                          | túnel                                                                          |                                                | 41° 51′ 17″ N, 2° 30′ 14″ E / 41.8548181140898°N,2.50391370776463°E                      |                                                      |                                          | Modifica les dades a Wikidata |
|        | casa de la Vila            | Sant Hilari Sacalm                          | casa consistorial                                                              | Estil: historicisme arquitectònic 20th century | 41° 52′ 43″ N, 2° 30′ 29″ E / 41.878482°N,2.508002°E ca:Carrer de la Rectoria 784 msnm   | bé integrant del patrimoni cultural català           | Casa de la Vila de Sant Hilari Sacalm    | Modifica les dades a Wikidata |
|        | la Cova                    | Sant Hilari Sacalm                          | cova                                                                           |                                                | 41° 53′ 51″ N, 2° 29′ 03″ E / 41.897423552598°N,2.48418708196308°E                       |                                                      |                                          | Modifica les dades a Wikidata |
|        | la Pedra Llarga            | Sant Hilari Sacalm                          | menhir                                                                         |                                                | 41° 52′ 19″ N, 2° 30′ 56″ E / 41.8720713358701°N,2.51566218360611°E                      |                                                      | La Pedra Llarga                          | Modifica les dades a Wikidata |
|        | les Saleres                | Sant Hilari Sacalm                          | cabana                                                                         |                                                | 41° 54′ 15″ N, 2° 32′ 18″ E / 41.9040942693887°N,2.53843627381066°E                      |                                                      |                                          | Modifica les dades a Wikidata |
|        | pantà de Susqueda          | Vilanova de Sau Sant Hilari Sacalm Susqueda | embassament llac                                                               | Superfície: 467ha Volum: 233hm³ Conca: 1775km² | 41° 58′ 45″ N, 2° 31′ 38″ E / 41.9792°N,2.52722°E 351 msnm                               |                                                      | Pantà de Susqueda                        | Modifica les dades a Wikidata |
|        | passeig de la Font Vella   | Sant Hilari Sacalm                          | carrer                                                                         | Estil: noucentisme 20th century                | 41° 52′ 46″ N, 2° 30′ 18″ E / 41.8795°N,2.5051°E ca:Pg. de la Font Vella                 | bé integrant del patrimoni cultural català           |                                          | Modifica les dades a Wikidata |